# París-Roubaix 1992
La 90.ª edición de la París-Roubaix tuvo lugar el 12 de abril de 1992 y fue ganada por el francés Gilbert Duclos-Lassalle en solitario. La prueba contó con 267 kilómetros.

## Clasificación final

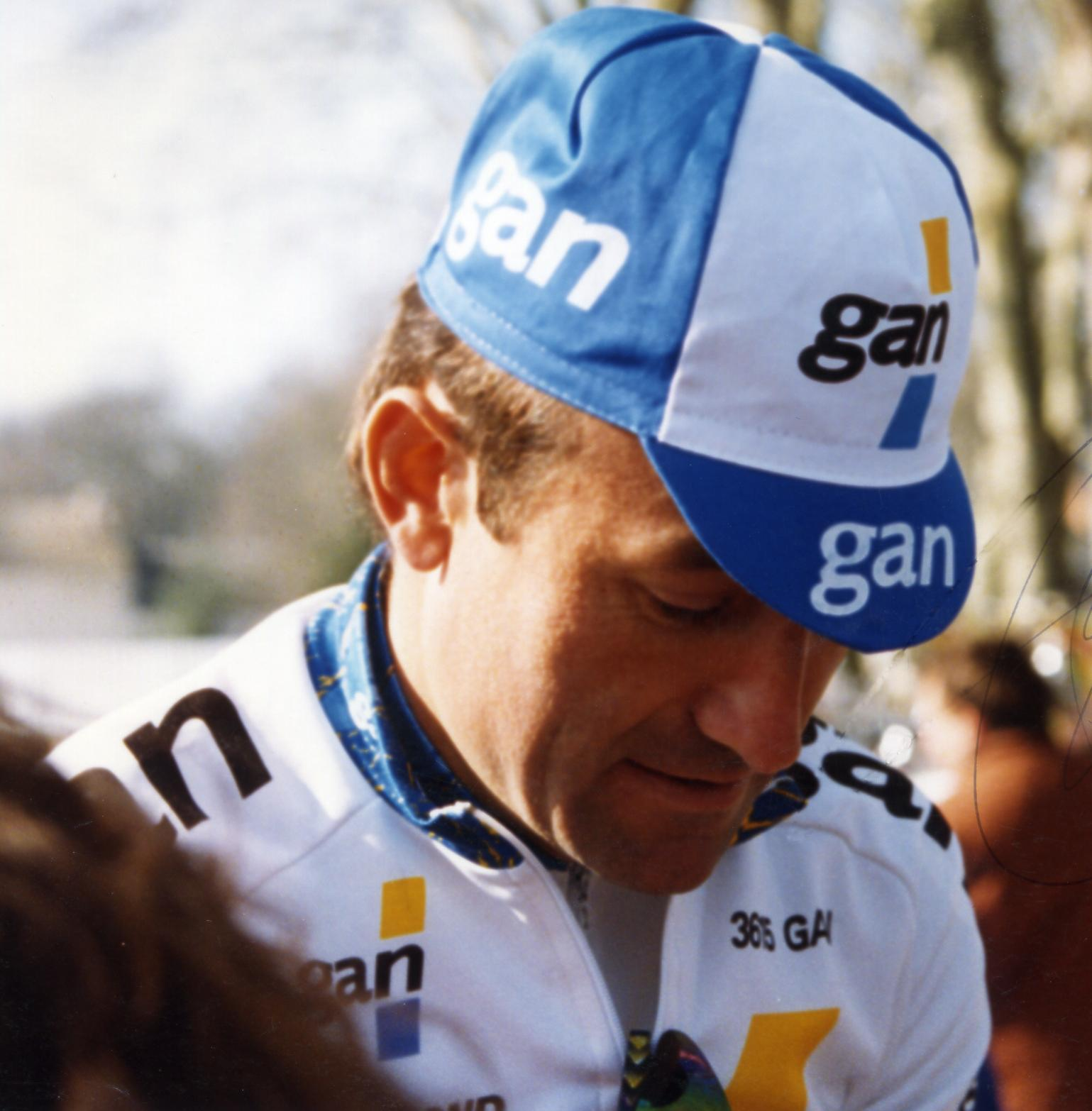
Gilbert Duclos-Lassalle, ganador de esta edición.

| Posición | Ciclista                | Equipo          | Tiempo     |
| -------- | ----------------------- | --------------- | ---------- |
| 1.       | Gilbert Duclos-Lassalle | Z               | 6h 26' 56" |
| 2.       | Olaf Ludwig             | Telekom         | + 34"      |
| 3.       | Johan Capiot            | TVM-Sanyo       | + 1' 22"   |
| 4.       | Peter Pieters           | Tulip Computers | m.t.       |
| 5.       | Jean-Claude Colotti     | Z               | m.t.       |
| 6.       | Etienne De Wilde        | Telekom         | m.t.       |
| 7.       | Johan Museeuw           | Lotto           | m.t.       |
| 8.       | Nico Verhoeven          | PDM-Concorde    | m.t.       |
| 9.       | Greg Lemond             | Z               | m.t.       |
| 10.      | Hendrik Redant          | Lotto           | m.t.       |